# Akathistos

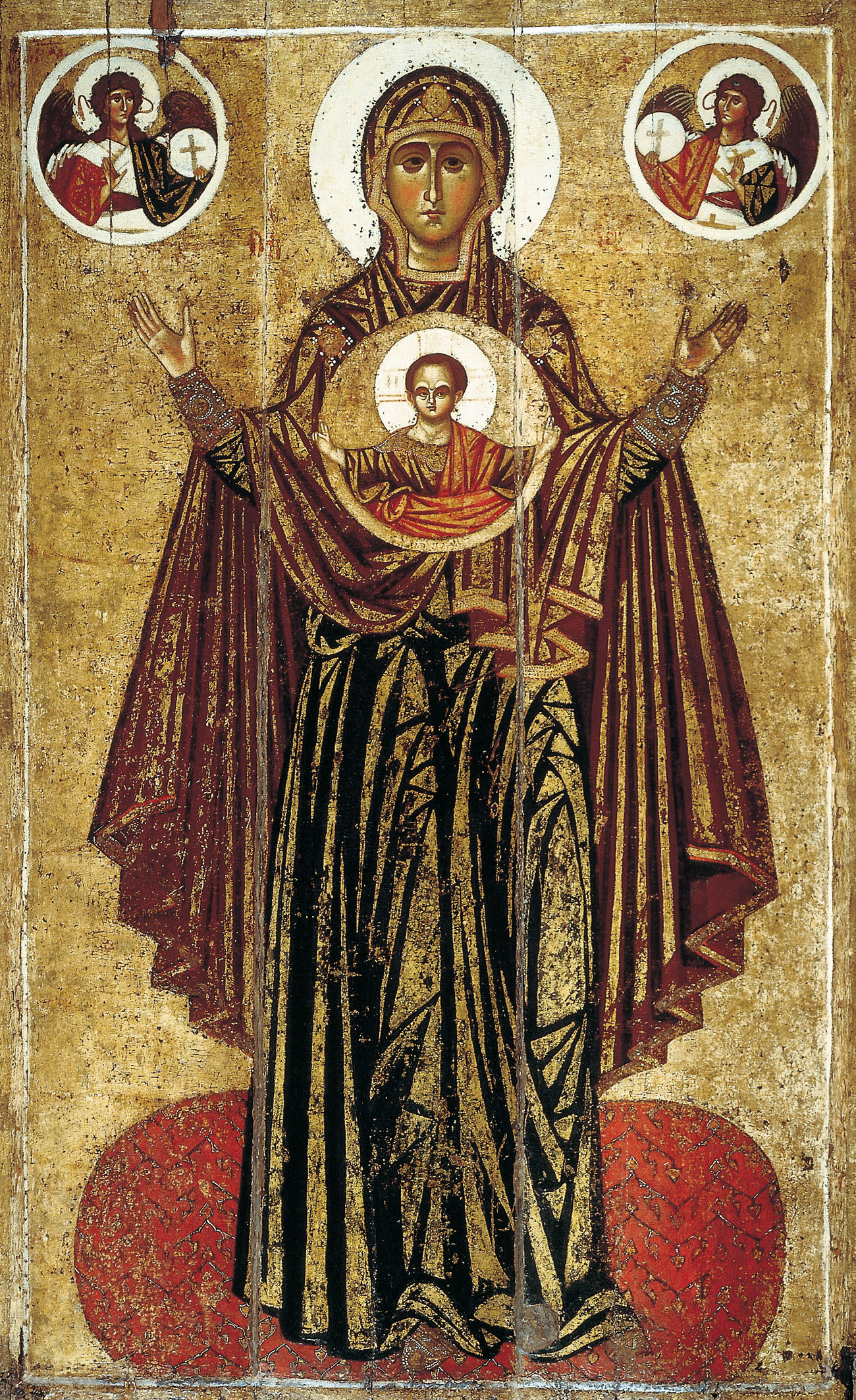
Ikon föreställande Theotokos.

En Akathistos (grekiska: Ἀκάθιστος; kyrkslaviska: А҆ка́ѳїстъ; ’icke-sittande’), eller akathistoshymn (Ἀκάθιστος Ύμνος), är en typ av kristen responsorisk bön som förekommer inom de Östortodoxa och Östkatolska kyrkorna där den ingår i liturgierna. De Östliga katolska kyrkorna har spridit bönformen även till västkyrkan.
En akathistos riktar sig till Gud (Jesus Kristus), jungfru Maria (Guds Moder), helgon, eller särskilda händelser. Till formen påminner den genom sin växelsång om den västkyrkliga litanian.

## Namn
Namnet på denna bön (’icke-sittande’) kommer av att den enligt östortodox tradition skall utföras stående.

## Historia
Den första akathistoshymnen komponerades i staden Konstantinopel i dåvarande Bysantinska riket (nuvarande Istanbul i Turkiet) år 556, men som ursprungligen var en bön åt endast Jungfru Maria.
En akathistos består av tretton delar, var och en innehållande en kontakion och en oikos; många akathistos efterliknar de äldsta kända sådana, som skrevs på 500-talet, och de har därför ofta mycket likartade former. Den mest berömda av alla akathistos, vilken också ofta kallas Akathistoshymnen, antas vara författad av Romanos Melodos under 500-talet. Denna akathistos är tillägnad Theotokos, och brukas i såväl östortodoxa kyrkan som den romersk-katolska kyrkan; påve Benedictus XIV förklarade denna år 1746 för att vara en avlatsbön.

## Ikoner
Akathistos är vidare ett begrepp inom ikonografin, och åsyftar vissa ikoner av Theotokos, i synnerhet Hilandar-Akathistos från klostret vid Athos, vilken har en egen festdag i den östortodoxa kalendern (12 respektive 25 januari).

### Allmänna källor
- The Akathist Hymn - Greek Orthodox Archdiocese of America - Greek Orthodox Archdiocese of America (goarch.org)